# Emily Seebohm
Emily Jane Seebohm OAM (* 5. Juli 1992 in Adelaide) ist eine australische Schwimmerin. Sie wurde 2015 Weltmeisterin über 100 und 200 Meter Rücken, 2017 über 200 Meter Rücken.

## Werdegang
Als sie zwei Jahre alt war, zog sie nach Brisbane, Queensland, wo sie im Alter von fünf Jahren mit dem Schwimmen begann. Bei den Junior Pan Pacific Championships 2007 gewann sie die Titel über 100 m Rücken und 4 × 100-m-Lagenstaffel.
Bei den Schwimmweltmeisterschaften 2007 in Melbourne wurde sie als 14-Jährige bereits 4. über 100 m Rücken und damit beste Australierin in diesem Rennen. Daraufhin wurde sie gemeinsam mit Libby Lenton, Jessicah Schipper und Leisel Jones in der 4 × 100-m-Lagenstaffel eingesetzt und gewann Gold.
Bei den australischen Qualifikationswettkämpfen für die Olympischen Spiele 2008 in Peking schwamm Seebohm im Halbfinale über 50 m Rücken in 27,95 Sekunden einen neuen Weltrekord auf dieser Strecke. Mit dieser Zeit war sie die erste Frau, die auf dieser Strecke unter 28 Sekunden blieb. Er hielt aber nicht länger als 24 Stunden und wurde im Finale von Sophie Edington auf 27,67 Sekunden verbessert. An diesem Finale nahm Seebohm selbst jedoch nicht teil, da es sich bei den 50 m Rücken nicht um eine olympische Distanz handelt und sie sich auf die 100 m konzentrieren wollte. Bei den Olympischen Spielen verpasste sie über 100 m Rücken als Neunte knapp das Finale, gewann aber letztendlich mit der 4 × 100-m-Lagenstaffel die Goldmedaille.
2010 war Seebohm bei den Commonwealth Games in Neu-Delhi mit insgesamt sieben Medaillen die erfolgreichste Schwimmerin überhaupt. Sie siegte über 100 m Rücken, mit der 4 × 100-m-Freistilstaffel und mit der 4 × 100-m-Lagenstaffel. Hinzu kam die Silbermedaille über 100 m Freistil und 200 m Lagen sowie die Bronzemedaille über 50 m Schmetterling und 200 m Rücken.
Bei den Commonwealth Games 2014 in Glasgow siegte Seebohm über 100 Meter Rücken und mit der 4 × 100-m-Lagenstaffel. Außerdem holte sie die Silbermedaille über 200 Meter Rücken.
Sie hält seit dem Halbfinale der Schwimmweltmeisterschaften 2017 in Budapest mit einer Zeit von 2:05,81 Minuten den Ozeanienrekord über
200 Meter Rücken und gewann in diesem Wettbewerb die Bronzemedaille über 100 Meter Rücken.
Für ihre Verdienste um den Sport als Goldmedaillengewinnerin bei den Olympischen Spielen 2008 in Peking wurde sie 2009 mit der Medaille des Order of Australia ausgezeichnet.

## Rekorde
| Weltrekorde (1)                                    | Weltrekorde (1) | Weltrekorde (1) | Weltrekorde (1) |
| -------------------------------------------------- | --------------- | --------------- | --------------- |
| 4 × 100 m Lagen (mit Schipper, Jones und Trickett) | 3:52,69 min     | 17. August 2008 | Peking          |
| (Stand: 5. November 2009)                          |                 |                 |                 |